# Referent (taalkunde)
In de semantiek wordt met referent een entiteit, gebeurtenis of eigenschap in de - doorgaans buitentalige - werkelijkheid bedoeld waar met talige elementen (woorden, zinsdelen of hele zinnen) naar verwezen wordt. 

## Functie
Wanneer van een taalkundige referent wordt gesproken, wordt hiermee doorgaans het onderscheid tussen taal en de buitentalige werkelijkheid benadrukt. In het geval van metataal (bijv. het woord woord) ligt het daarentegen anders; dit is een voorbeeld van autologie, aangezien woord een van zijn eigen referenten is.
Het aantal referenten dat een tekst of zin bevat hangt vaak nauw samen met het gebruik van bepaalde stijlfiguren, zoals de herhaling of de anafoor. Zo zal bijvoorbeeld een langere tekst met veel herhalingen en verwijzingen naar verhouding minder referenten bevatten dan een kortere tekst met weinig herhalingen.

## Verwante begrippen
De referent van een woord komt dicht in de buurt bij de betekenis van een woord. Toch moeten deze beide onderscheiden worden. Binnen de taalfilosofie, vanaf Gottlob Frege, worden 'betekenis' en 'referent' (in Freges terminologie Sinn en Bedeutung) strikt onderscheiden omdat deze bij bepaalde termen of zinnen kunnen verschillen. Eenvoudig slaat het begrip 'betekenis' op de wijze waarop iets betekent, terwijl de referent (zoals eerder gesteld) draait om het object waarnaar verwezen wordt. 
Een klassiek voorbeeld dat het onderscheid tussen beide illustreert, gaat als volgt: "De ochtendster (Phosphorus) is de avondster (Hesperus)." Beide termen hebben dezelfde referent: ze verwijzen beide naar de planeet Venus. Ze verschillen echter in betekenis: Phosphorus betekent "de ster die 's morgens aan de hemel staat" en Hesperus betekent "de ster die 's avonds aan de hemel staat".
Een ander voorbeeld dat het verschil tussen beide aantoont, vindt men terug bij Bertrand Russell: "De huidige koning van Frankrijk is kaal." Deze zin heeft een betekenis en men begrijpt wat er gezegd wordt. Een referent ontbreekt echter: er is geen huidige koning van Frankrijk.

## Andere systemen
Referenten zijn typerend voor de menselijke taal, dat in wezen een symboolsysteem is, net als bijvoorbeeld de wiskunde en de logica. In deze laatste twee systemen is het begrip "betekenis" eveneens van toepassing. Een groot verschil met de taal is echter, dat de wiskunde en de logica geen referenten hebben.